# Distanza interionica

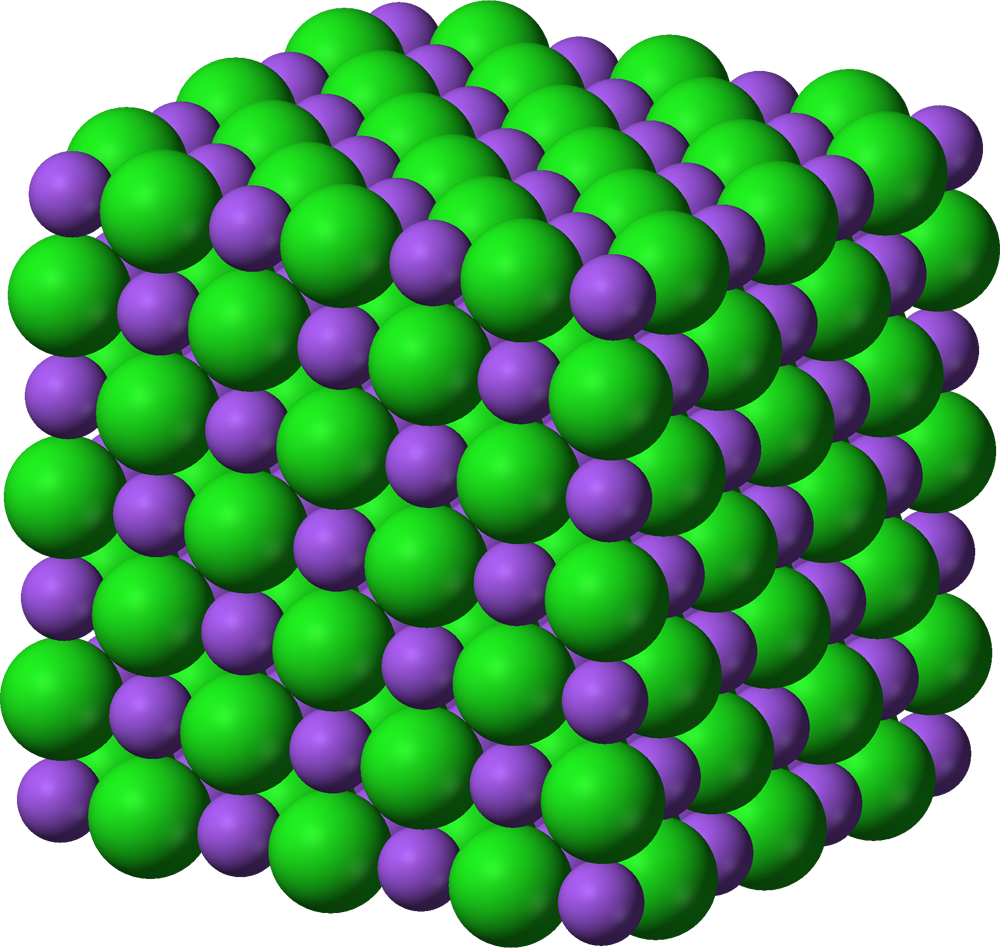
Solido ionico, composto da anioni e cationi

La distanza interionica è la minima distanza che si ha tra due ioni, che si avvicinano fino ad un punto di equilibrio, dato dalla forza di Coulomb e quella repulsiva delle nuvole elettriche (forze di Born).
L'energia di un reticolo cristallino ionico, dovuta alle interazioni elettrostatiche fra gli ioni (energia di Madelung), dipende dalla carica degli ioni e dalla loro distanza.